# Колдрано (Болцано)
Колдрано је насеље у Италији у округу Болцано, региону Трентино-Јужни Тирол.
Према процени из 2011. у насељу је живело 818 становника. Насеље се налази на надморској висини од 665 м.